# Hirasa grisea
Hirasa grisea är en fjärilsart som beskrevs av Sterneck 1928. Hirasa grisea ingår i släktet Hirasa och familjen mätare. Inga underarter finns listade i Catalogue of Life.